# Tim Severin
Tim Severin (ur. 25 września 1940, zm. 18 grudnia 2020) – brytyjski podróżnik i pisarz.
Urodzony w Asam (Indie), później zamieszkał w Irlandii. Studiował geografię i historię w Oxfordzie. Już jako student wziął udział w motocyklowej wyprawie z Oxfordu, przez Wenecję do Indii i Afganistanu, historycznym Jedwabnym szlakiem. Odbył kilka wypraw lądowych i morskich, używając replik historycznych statków i łodzi. 
- Skórzana łódź Brendan – rejs przez Atlantyk, hipotetycznym szlakiem legendarnej podróży irlandzkiego mnicha z VI wieku św. Brendana.
- Arabska dhow – z Maskatu w Omanie do Chin, trasą Sindbada Żeglarza
- Starożytna galera grecka – z Grecji do Gruzji
- Konno z Francji na Bliski wschód, szlakiem krzyżowców

W 2005 rozpoczął pisanie książek beletrystycznych. Napisał serię książek o przygodach fikcyjnego wikinga Thorgilsa Leifssona, podróżującego dookoła świata. W latach 2007-2017 opublikował kolejną serię książek, o przygodach Hectora Lyncha, który został piratem w XVII wieku.